# Bányász Ilona
Bányász Ilona (született Bucsezán, Szeged, 1923. április 9. – Szeged, 2004. május 8.) magyar színésznő, a Szegedi Nemzeti Színház örökös tagja.

## Életpályája
Szüleinek 15 gyermeke közül egyedül ő maradt életben, a testvérei kiskorukban meghaltak. Kisiskolásként a Rókusi Elemi Iskolába járt. Középiskolásként a Dugonics és a Szt. Erzsébet Gimnázium tanulója volt. Amatőr színészként kezdte pályáját 1945-ben Szegeden.  1954-ben kapta meg színészi diplomáját a Színművészeti Főiskolán. 1954-től két évadon át a hódmezővásárhelyi Somlai Színpadon játszott. 1956-tól 1978-ig, nyugalomba vonulásáig a Szegedi Nemzeti Színház művésznője volt. 1983 és 1985 között még vállalt vendégfellépéseket. A Szegedi Nemzeti Színház örökös tagjai közé választotta. 
Férje Markovits Tibor újságíró volt. Gyermekeik: Miklós, aki 5 évesen elhunyt, valamint ikerlányai: Markovits Bori, aki szintén színésznő lett és Katalin.

## Fontosabb színházi szerepei
- Shakespeare: Rómeó és Júlia… Dajka
- Csehov
  - Három nővér… Anfisza, öreg dada
  - Ványa bácsi…Marina öreg dajka
- Lev Tolsztoj: Élő holttest… Mása édesanyja
- Puskin–G. Menzel–N. Schweikart: A postamester… nagynéni
- Gorkij: Jegor Bulicsov… Zobunova, javasasszony
  - Éjjeli menedékhely… Kvasnya
- Gogol: Háztűznéző… Dunyaska
- Dosztojevszkij–Láng György: Két férfi az ágy alatt… Kofa, aki mindenütt jelen van
- Borisz Lvovics Vasziljev: A hajnalok itt csendesek… Zsenya anyja
- Alekszej Nyikolajevics Arbuzov: Irkutszki történet… Larisza
- Karel Čapek: A rablók… Fanka
- Friedrich Schiller: Stuart Mária… Margaret Kurl
- Bertolt Brecht–Kurt Weill: Koldusopera… Peacockné
- Tennessee Williams: Nyár és füst… Mrs. Bessett
- Friedrich Dürrenmatt
  - János király… Lady Faulconbridge, a Fattyú anyja
  - Angyal szállt le Babilonba… Első munkás felesége
- Jean Giraudoux: Párizs bolondja… Josephine
- Paul Claudel: Johanna a máglyán… szereplő
- Gabriela Zapolska: Dulszka asszony erkölcse… Tadrachné, mosónő, Hanka keresztanyja
- George Bernard Shaw: Tanner John házassága… Ramsden kisasszony
- G. B. Shaw–Alan Jay Lerner–Frederick Loewe: My Fair Lady… Pearce-né
- Jacques Deval: A potyautas… Yvonne, az erények őre
- Fazekas Mihály: Lúdas Matyi… Anyó
- Jókai Mór: Az aranyember… Zsófia (Brazovicsné)
- Mikszáth Kálmán: Különös házasság… Madame Malipau
- Móricz Zsigmond: Nem élhetek muzsikaszó nélkül… Pepi néni; Kisvicákné; Borcsa, szakácsnő
- Gárdonyi Géza: Ida regénye… Ottilia nővér
- Heltai Jenő: Naftalin… Kaboczáné
- Zilahy Lajos: Süt a nap… Sárika
- Háy Gyula: Tiszazug… Öreg bába
- Németh László: Az írás ördöge… Cseléd
- Kertész Imre: Csacsifogat… Mama
- Gádor Béla: Állami áruház… A tűzoltó felesége
- Fehér Klára: Kevés a férfi… Irén nővér
  - Nem vagyunk angyalok… Petényiné
- Örsi Ferenc: Kilóg a lóláb… Kocsis Péterné
- Tabi László: Különleges világnap… Házmesterné
- Bárdos Pál: Úriszék… Asszony
- Thurzó Gábor: Hátsó ajtó… Kitty
- Gerencsér Miklós: Kerekeskút… Bucsiné
- Salamon Pál: Méz a kés hegyén… Ulrika, XII. Károly anyja; Öregasszony
- Pavlovits Miklós: A giling-galang rejtélye… Igazgatónő
- Barát Endre: Fekete arany… Ifj. Gallainé
- Schönthan testvérek – Kellér Dezső – Szenes Iván: A szabin nők elrablása…  Retteginé
- Hervé: Nebáncsvirág… Fejedelemasszony
- Franz Schubert – Berté Henrik: Három a kislány… Tschöll mama; Házmesterné
- Jacobi Viktor: Leányvásár… Harrisonné
- Ábrahám Pál: Bál a Savoyban… Bébé
- Huszka Jenő
  - Lili bárónő… Illésházy Agatha grófnő
  - Gül Baba… Zulejka
- Kálmán Imre
  - Bajadér… Rosay
  - Marica grófnő… Cecilia néni
- Lehár Ferenc: Vándordiák… Borcsa néne
- Eisemann Mihály – Békeffi István: Egy csók és más semmi… Bartáné
- Eisemann Mihály–Baróti Géza: Anna-bál… Fácán Andrásné
- Kacsóh Pongrác: János vitéz… Mostoha
- Szilágyi László: Levendula… Mérey Konciliáriusné
- Csizmarek Mátyás: Boci-boci tarka… Csuhainé
- Fényes Szabolcs: Szombat délután… Nagymama
- Paul Burkhard: Tűzijáték… Az anya; Berta néni, Fritz bácsi felesége
- Iszaak Oszipovics Dunajevszkij: Szabad szél… Klementina, Stella anyja
- Viktor Rozov: Úton… Kalauznő
- Vszevolod Vitaljevics Visnyevszkij: Optimista tragédia…  Öregasszony
- Oldřich Danĕk: Szemtől szembe… Susanne
- Leo Lenz: Az alkalmi férj… Egy titokzatos hölgy
- Lion Feuchtwanger: A sátán Bostonban… Bridget Oliver, mosónő
- Romain Rolland: Július 14… Marie Bouju
- Brandon Thomas: Charley nénje… Lady Astor

## Filmek, tv
- Szimulánsok (1977)